# 胡秋原

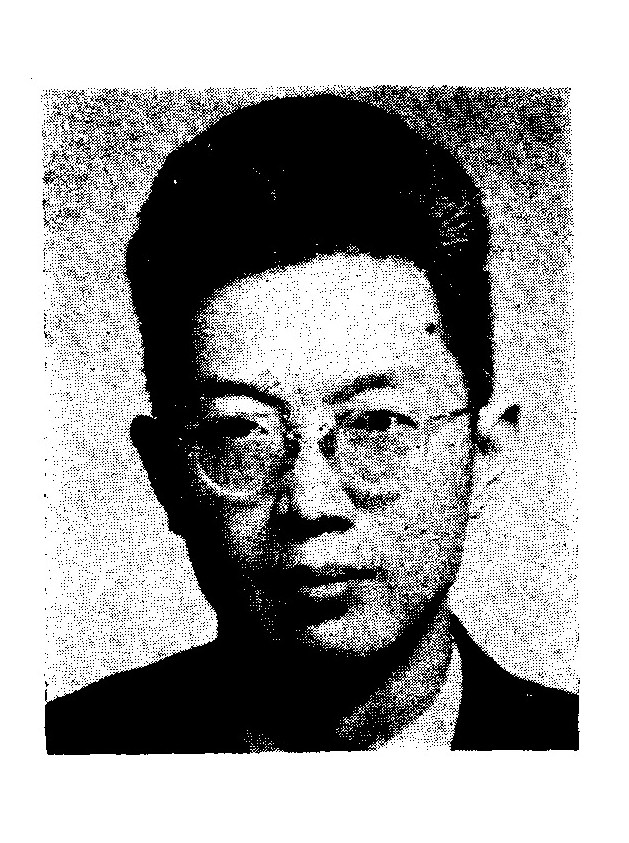
胡秋原近照

胡秋原（1910年6月11日—2004年5月24日）原名胡曾佑，筆名未明、石明、冰禪，湖北省黃陂人。中國國民黨黨員（後遭開除黨籍），曾任中華民國立法委員，《中華雜誌》發行人。胡秋原一生被中国国民党开除三次、被中国共产党开除两次、政治立场反反复复。后任中國統一聯盟名譽主席。

## 生平
15歲時考入國立武昌大學學習理工，加入共青團。1928年，在上海復旦大學改習文學。1929年赴日本，入早稻田大學學習政治經濟學。1931年，九一八事變後，由日本返回上海，擔任上海東亞書局編輯著，並擔任同濟大學教授、擔職《文北批判》、《思索月刊》總編輯，提倡抗日戰爭。1932年，胡秋原提出「自由文藝」的主張，然而被魯迅、瞿秋白等人批評。同年，胡秋原在張平江創辦的上海惠平中學、國立暨南大學、中國公學、上海濱海中學、上海市中等學校教職員聯合會主辦之特種教育講習所教課。1933年11月，擔任讀書雜誌主編，並參與福建「閩變」，他自承有過「與虎謀皮的反動行為」。去香港，被香港政府逮捕、驅逐，7月，胡秋原短暂回到上海，将《读书杂志》第7期编辑出版，并宣布《读书杂志》脱离神州国光社，他本人亦发表声明辞去主编职务。在处理完《读书杂志》善后工作后，胡秋原奔赴香港。11月初，胡秋原与刘叔模等一行人来到福州。神州国光社的许多编辑、特约编辑，也应陈铭枢之邀，先后入闽，参加了事变的筹划和运作，他们和陈铭枢一起在福建事变中发挥了主导作用。胡秋原到福州后，福建省政府就请他担任福州《民国日报》的社长。1934年經南洋、印度、埃及至歐洲諸國，後至英國，讀書於圖書館中。1935年赴蘇聯。既失望於蘇聯，1936年再經歐洲遊美國。1937年由美返國，在漢口創辦《時代日報》。後來成為中國國民黨黨員。1938年至重慶，1940年參加國防最高委員會秘書工作，旋被選為國民參政會參政員。戰後還鄉辦學校，1948年被選為立法委員。其間嘗在暨南大學及復旦大學教書。1949年，前去香港。1951年，到台灣從事文化教育工作，歷任台師大、世新、政戰學校教授，中央研究院近代史研究所研究員。
1962年，胡秋原與《文星雜誌》的李敖、居浩然等人打筆仗官司；居浩然以連續三篇（〈科學與民主〉、〈西化與復古〉及〈從門德列夫的週期表算起〉）釐清科學、民主、知識等基本觀念，痛批胡秋原不懂普朗克常數的定義與傅立葉的積分公式、還胡扯「量子力學解釋有三派」，最後送給胡對聯：「不知所云三化論，東拉西扯一團糟」，橫批「信口胡言」。是年10月1日，李敖在《文星雜誌》第六十期發表〈胡秋原的真面目〉，對胡秋原的「閩變」叛國問題進行研究，還說胡秋原是個不誠實、愛說假話的人；胡秋原大怒，一狀告上法院，求償新台幣800萬元。1963年，胡秋原獨資創辦《中華雜誌》以與《文星雜誌》抗衡，一場中西文化論戰遂演變成一場持續近10年的官司。1974年，李敖因叛亂罪被捕，台灣高等法院對胡秋原改判無罪。
1967年，與梁容若發生筆戰，胡秋原批評梁容若在對日抗戰期間曾親附日本，鼓吹皇民思想，是漢奸。
1975年，在《中華雜誌》發表〈漢奸胡蘭成速回日本去〉，批評胡蘭成：“此汉奸在汪伪政府时代任宣传部副部长兼社论委员会主任委员”。
在台灣1980年代鄉土文學論戰中，胡秋原與鄭學稼、徐復觀等人力保陳映真、黃春明、王拓，對抗余光中、朱西甯等人對鄉土文學的攻擊。胡秋原邀請鄉土文學作家進入《中華雜誌》編輯部與發表文章，也親自寫作〈談人性與鄉土之類〉、〈談民族主義與殖民經濟〉、〈中國人立場之復歸〉登載《中華雜誌》，駁斥對鄉土文學是搞地域主義的批評。
1988年9月12日，胡秋原到中國大陸訪問，與鄧穎超在人民大會堂見面，討論「和平統一」事宜；後被中國國民黨開除黨籍，曾擔任中國統一聯盟名譽主席。

1991年8月，北京國際漢字研究會在北京參與組織召開「海峽兩岸漢字學術交流會」，胡秋原在致海峽兩岸漢字學術交流會的賀信中提出：
|  | 一、承認並尊重大陸現行使用中之第一批簡化字，但亦讓傳統正體字自由使用，觀察社會之自由選擇。 二、將大陸四十年之學術著作以正體字印刷，與台灣四十年來學術著作進行大規模交換。 三、鼓勵兩岸文學作品及電視電影之交流。 四、兩岸共同編輯字典，多載同義異字之成語。 五、經常舉行會議，討論中國文字之整理、中國語言文字特色之研究、以及中國文法及國文教學之改進等問題。 六、共同研究中國文字檢查與索隱方法之改進、機械化與輸入電腦種種問題。 秋原深信：經過兩岸共同的努力，必可促進中國人之真誠團結，增進了解，培養感情，加速和平統一日子早日到來；這就是中國文化復興大業的開始，也是民族重建生命偉業的完成。 |

2004年5月4日，胡秋原獲頒中國文藝協會榮譽文藝獎章，但他因病不克領獎。2004年5月24日晚間8時，胡秋原因心肺衰竭病逝臺北縣新店市耕莘醫院，享年95歲；當年參與中西文化論戰的李敖表示，胡秋原一生「被國民黨開除三次、被共產黨開除兩次」、立場反反覆覆，胡秋原的妻子「卻是極好的人」。

## 著作
- 《古代中國文化與中國知識分子》
- 《一百三十年來中國思想史綱》
- 《中國英雄傳》
- 《復社及其人物》
- 《國父思想與時代思潮》
- 《俄帝侵華史綱》
- 《世紀中文錄》
- 《少作收殘集》
- 《胡秋原演講集》
- 《近百年來中外關係》，學術出版社1970.12
- 《言論自由在中國歷史上》，民主潮社1958.11
- 《同舟共濟》，自由世界出版社1961.2
- 《在唐三藏與浮士德之間》1962.11.18 胡秋原文錄之一
- 《此風不可長》1963.3.18
- 《誹謗集團公然煽動政治清算問題》1963.3
- 《護法篇-臺北地方法院關於誣謗集團罪行之判決書 偏頗悖理違法枉法之詳情》1964
- 《羅輯實證論與語意學及殷海光之詐欺》，中華雜誌社1966.9
- 《中西歷史之理解:東方社會論源流-駁費正清中國觀》，中華雜誌社1966.9
- 《史學方法之要點:並論純瞎說》-批判許倬雲
- 《論科學及其發展問題並評吳大猷君之三文》
- 《民主統一與中國前途》與侯立朝合著
- 《歷史哲學概論》（收入民國叢書，上海書店）
- 《唯物史觀藝術論:樸列汗諾夫及其藝術理論之硏究 》（收入民國叢書，上海書店）

選集
- 《文學藝術論集》二冊，胡秋原文章類編1，學術1979
- 《文化復興與超越前進論》二冊，胡秋原文章類編9，學術1980
- 《西方文化危機與二十世紀思潮》三冊，胡秋原文章類編6，學術1981
- 《胡秋原選集第二卷：哲學與思想》，東大圖書公司1994
- 《胡秋原選集第一卷：文學與歷史》，東大圖書公司1994
- 《中华心：胡秋原政治文艺哲学文选》/李敏生编/社会科学文献出版社1995

他人著作
- 《胡秋原先生之生平與著作:祝賀胡秋原先生七十壽辰文集》1981
- 《志業中華:胡秋原學術思想研討會論文集》毛鑄倫、劉國基編/海峽評論1996
- 《胡秋原学术思想研究》1996
- 《胡秋原先生八十、九十壽辰紀念文集》/錢江潮編/海峽評論2001
- 《人格的自由與學問的尊嚴: 中國當代民族主義思想家胡秋原先生逝世周年紀念文集》/毛鑄倫編/海峽評論2005
- 《胡秋原傳:直心巨筆一書生》張漱菡著/皇冠文化1988；湖北人民出版社2007
- 《胡秋原全传》裴高才著/中国文联出版社2008

## 评价
1990年5月27日，在國立臺灣師範大學举行的胡秋原80寿辰演讲会上，91岁的陈立夫赞扬胡秋原说：“秋原这个人很勇敢！有浩气，他觉得海峡两岸今天应该讲和，不能再互相攻击，结果，他就不管三七二十一，一个人忽然跑到北京去了……”

## 外部連結
- 胡秋原先生的思想歷程 尉天驄